# パウル・シェーアバルト

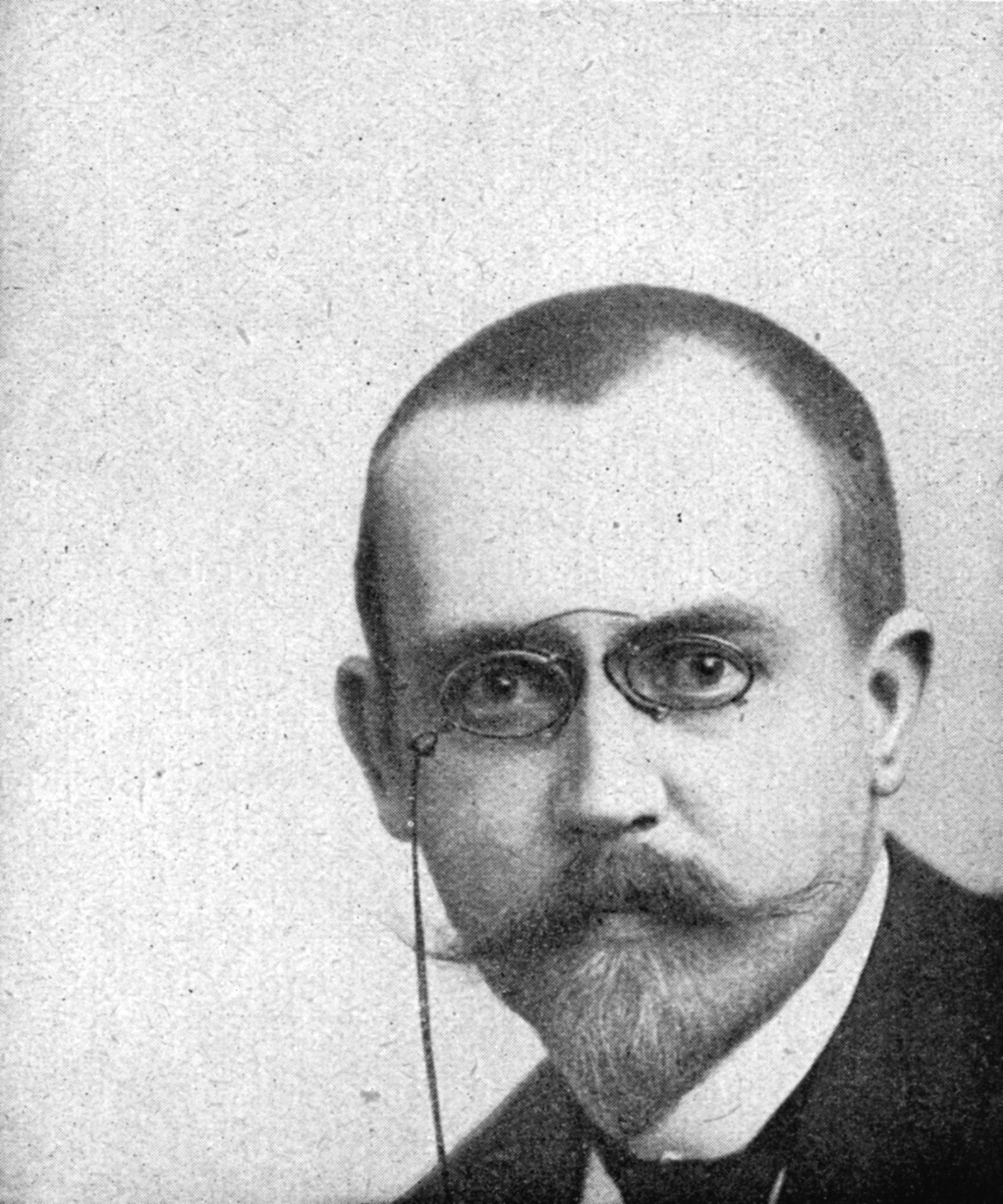
パウル・シェーアバルト

パウル・カール・ヴィルヘルム・シェーアバルト（Paul Karl Wilhelm Scheerbart、1863年1月8日 - 1915年10月15日）は、19世紀末から20世紀初頭にかけての画家・作家・詩人。
ダンツィヒ（現ポーランド領グダンスク）生まれ。本名、ブルーノ・キューファー。父アール・エドアルト・シェーアバルトの11番目の子供で、4歳のとき実の母と死別している。1873年に父も母の後を追うようにして亡くなる。養母の希望で神学を学ぶが、カントに傾倒したため宣教師にはならず、反時代的反自然主義的な文学を執筆しはじめる。

## 生涯
当時の芸術雑誌『デア・シュトゥルム』の発行者ヘルヴァルト・ヴァルデンに言わせると、パウル・シェーアバルトは「最初の表現主義者」。シェーアバルトは当時のドイツにおいて、冒険小説、未来小説、SF小説などの、奇想、幻想とユーモアに溢れた小説、戯曲、エッセイを手がけ、同時に何篇もの詩を綴った。その作品は、当時の主流を占めていた科学的、実証主義的、社会主義的な写実主義、すなわち自然主義文学とは全く異質のものであった。
自身多くのデッサンを描き、『彼方の回廊』という画集を刊行した画家でもあった。そこにはユーモラスな宇宙生物が所狭しと自由自在な線で描かれていて、現代絵画の研究者はこれをピカソやクレーのデッサンの先駆と認めている。
『永久運動――ある発明家の物語』という自らの著作を論拠として、反戦運動を繰り広げた。ただし、断固戦争に反対したシェーアバルトは最初、一人でのハンガー・ストライキを決行するという厳しい状況であった。あらゆる栄養摂取を拒否することで平和への意思を表明した。だが元々極度の貧乏暮らしと不規則な生活なため、体力が乏しかったせいか、それからまもなくして第一次世界大戦がさめやらぬうちに、52歳でこの世を去った。葬式には大勢参列者がいたが、その中に当時の有名建築家、ブルーノ・タウトの姿があった。

## 影響を受けた著名な人物

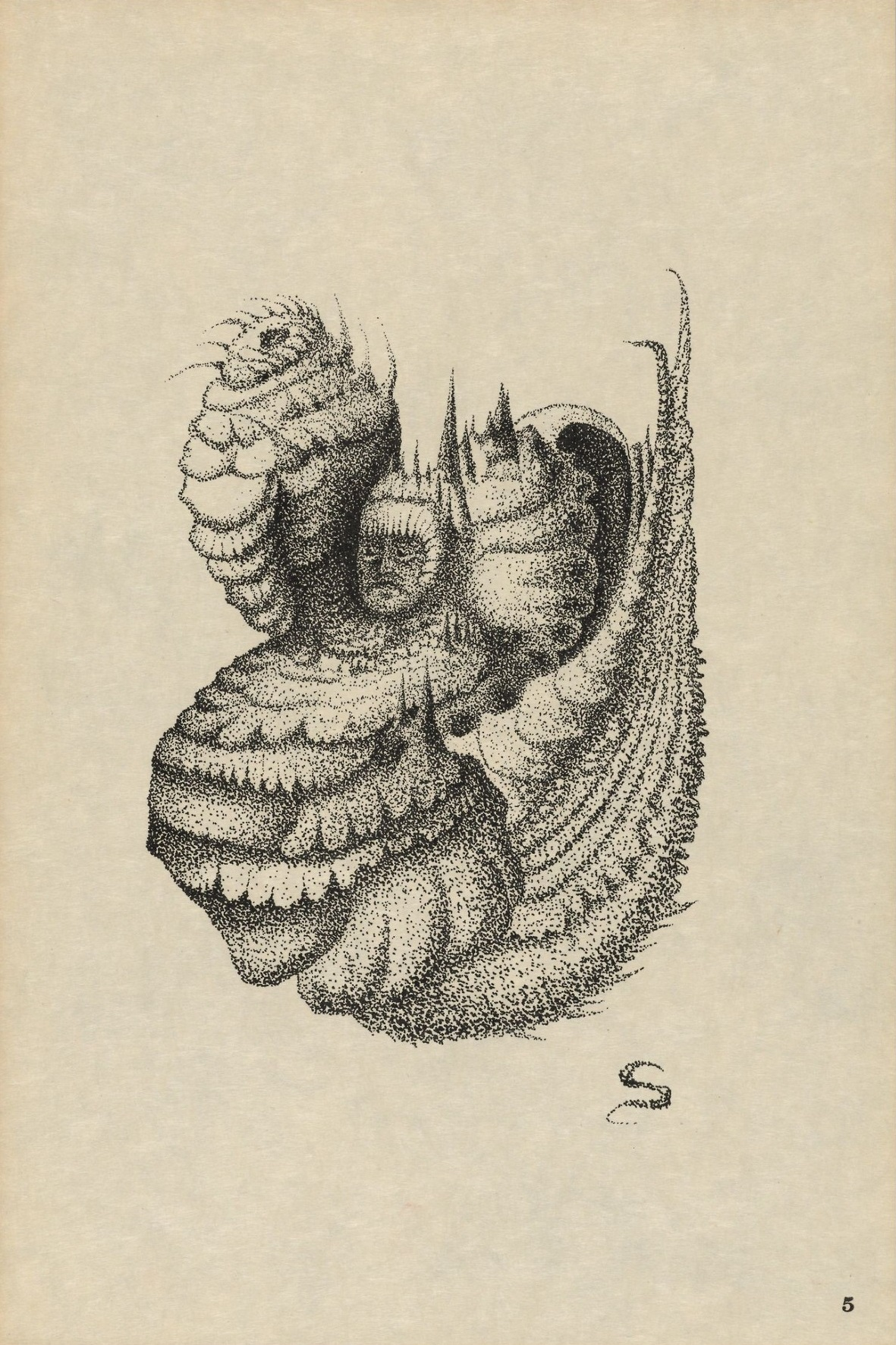
Jenseits-Galeri, 1907

ブルーノ・タウト（建築家）。1914年5月16日にドイツのケルンで開催された、ドイツ工作連盟主催の建築工芸展に、「ガラスの家」を展示した。これはシェーアバルトがシュトゥルム社から刊行した『ガラス建築』という書物の影響を受けているとタウト自身が証言している。また、シェーアバルトが『ガラス建築』を執筆するにあたって、タウトが建築上の助言をしたという。

## 著作
- 『小遊星物語』 種村季弘訳（桃源社、1966年／平凡社ライブラリー、1995年、解説高山宏）
- 『億万長者ラコックス』 前川道介訳

種村編『ドイツ幻想小説』所収（白水社、1970年／『ドイツ幻想小説傑作集』白水Uブックス、1985年）
- 『星界小品集』 福岡和也訳（工作舎、1986年）
- 『フローラ・モール』 種村季弘訳 - 『澁澤龍彦文学館5 綺譚の箱』（筑摩書房、1990年）所収
- 『永久機関 附・ガラス建築――シェーアバルトの世界』 種村季弘訳（作品社、1994年）
「永久機関」「フローラ・モール」「シェーアバルティーナ」「ガラス建築」
- 『虫けらの群霊』 鈴木芳子訳（未知谷、2011年）
- 『セルバンテス』 垂野創一郎訳（沖積舎、2015年）